# Anatole France
Anatole France (eg. Jacques Anatole François Thibault) (født 16. april 1844 i Paris, død 12. oktober 1924 i Saint-Cyr-sur-Loire ved Tours) var en fransk forfatter.
Han blev tildelt nobelprisen i litteratur i 1921.